# Rurici de Llemotges
Sant Rurici (Ruricius) (nascut vers el 440; mort el 507 o poc després del 507), bisbe de Llemotges a l'Alta Viena (484 o 485 - 507), vinculat a la família gal·loromana dels Avitii i dels Anicii.

## Biografia
Es coneix poca cosa de la vida de sant Rurici, i el que es coneix no és del tot segur. Era un d'aquests aristòcrates gal·loromans dels segles V i VI del qual un bon nombre de cartes han estat conservades; els altres són Sidoni Apol·linar, prefecte de Roma el 468 i bisbe de Clermont (mort el 485), Àlcim Ecdidi Avit, bisbe de Viena (mort el 518); i Magnus Fèlix Ennodi, (mort el 534), bisbe de Ticinum, ciutat avui dita Pavia. Tots estaven vinculats a les grans famílies gal·loromanes d'on eren procedents els bisbes de la Gâl·lia. Els seus vincles eren també culturals: Hesperus, l'amic de Sidoni, era el preceptor dels fills de Rurici. Rurici va fer construir el monestir i l'església de Sant Agustí a Llemotges, després del 485.

## Escrits
Ens han arribat un conjunt de 83 cartes, el Còdex Sangallensis 190; dotze d'elles són adreçades a Rurici, i les altres són d'ell. Cobreixen un període d'aproximadament trenta anys i descriuen el que ha succeït a la Gàl·lia després de la retirada de Roma, que s'havia produït poc abans 480. Hi trobem un cop d'ull del que podia ser, sota el domini bàrbar, la vida de la gent educada, les coses que havien canviat i les que romanien. Per exemple, no s'hi troba gairebé res de l'efecte dels visigots sobre la vida i les activitats locals, el que ens porta a preguntar-nos si hi havia cap efecte. La majoria de les cartes de Rurici eren adreçades a bisbes dels bisbats veïns o a membres de la seva família; pocs dels seus corresponsals són ben coneguts per nosaltres.
Les cartes de Rurice aclareixen les circumstàncies de la batalla de Vouillé, prop de Poitiers, el 507, batalla important en la història de la Gàl·lia, ja que els francs hi van derrotar decisivament als visigots.